# Podmiejska Wola
Podmiejska Wola – wieś w Polsce położona w województwie małopolskim, w powiecie miechowskim, w gminie Miechów.
Wieś Podmiescka Wola położona w końcu XVI wieku w powiecie ksiąskim województwa krakowskiego była własnością klasztoru bożogrobców w Miechowie. W czasie walk na linii Stellung a2, w rejonie Podmiejskiej Woli w styczniu 1945 roku poległo wielu żołnierzy 314 Dywizji Strzeleckiej Armii Czerwonej. Dwudziestu trzech z nich zostało pochowanych w Podmiejskiej Woli. W latach 1975–1998 miejscowość administracyjnie należała do województwa kieleckiego.